# Dubovec
Dubovec (in ungherese: Dobóca, in tedesco: Doboltz) è un comune della Slovacchia facente parte del distretto di Rimavská Sobota, nella regione di Banská Bystrica.
Citato per la prima volta nel 1260 con il nome di Dabacha, all'epoca era feudo del castello di Blh. Nel XIV secolo passò ai conti Széchy. Fu distrutto dai turchi nel 1683, dopodiché passò ai conti Koháry. Dal 1938 al 1945 fu annesso dall'Ungheria.